# Kruis voor Oorlogsverdienste (Reuss Jongere Linie)
Het Kruis voor Oorlogsverdienste (Duits "Kriegs-Verdienstkreuz") werd op 23 mei 1915 door Hendrik XXVII (Reuss Jongere Linie, vorst van Reuss jongere linie, ook wel Reuss-Schleiz-Gera genoemd) gesticht voor verdienste in de Eerste Wereldoorlog.
De twee staatjes, Reuss oudere en Reuss jongere linie, werden apart bestuurd en hadden een eigen parlement en eigen onderscheidingen. Hendrik XXVII Reuss van Schleiz (Gera 10 november 1858 - aldaar 21 november 1928) was van 1908 tot 1918 regent van het vorstendom Reuss oudere linie omdat zijn verwant zwakzinnig was. Zo moest hij in beide staten onderscheidingen instellen toen de Eerste Wereldoorlog uitbrak. De vorst en vorst-regent koos ervoor om een en dezelfde onderscheiding in beide staten te verlenen.
Het kruis is een diep donkerrood, bijna zwart, geëmailleerd kruis pattée waarop een lauwerkrans met kleine groene bladeren is gelegd. op de armen staat het jaartal "1914". Een dergelijk steckkreuz is een veelvoorkomende Duitse onderscheiding en werd meestal aan officieren verleend. Het kruis is een Reussische navolging van het IJzeren Kruis Ie Klasse en om met het Kruis voor Oorlogsverdienste gedecoreerd te kunnen worden moest men al met het IJzeren Kruis Ie Klasse zijn onderscheiden. In eerste instantie was het kruis alleen voor de troepen uit Reuss die ook in een van de regimenten uit Reuss vochten. Later werden ook die onderdanen van de beide vorsten van Reuss die elders in de strijdkrachten, bijvoorbeeld bij de marine, vochten onderscheiden.
De soldaten uit Reuss oudere linie, een staatje met 70 000 inwoners en Reuss Jongere Linie met 144 000 inwoners vormden geen eigen leger. Zij dienden in de volgende regimenten:
- Infanterie-regiment No.96, gekazerneerd in Gera.

Het regiment nam de citadel van Namen in. Daarna vocht het aan het oostfront en na 1915 bij Verdun, de Somme, Arras en in Vlaanderen. Het leed zware verliezen.
- Reserve-Infanterie-Regiment Nr. 32 waarin ook soldaten ook het kleine Schwarzburg-Rudolstadt vochten. Het regiment vocht gedurende de gehele oorlog aan het westfront.
- Het IIIe Bataljon van het Landwehr-Infanterie-Regiment Nr. 71. Deze in Gera gerekruteerde soldaten vochten onder Beiers commando.
- Infanterie-Regiment Nr. 371, deel van het "Brigade-Ersatz-Bataillon" van het Infanterie-regiment No.96 en het Saksen-Weimaraanse Infanterie-regiment No.94. Het behoorde organiek tot de Tiende Ersatz-Division van het Duitse leger.
- Het in oktober 1914 gevormde IIe Battalion van het Reserve-Infanterie-Regiment No. 224. Het werd aan het oostfront ingezet.
- Het in december 1914 gevormde Thüringse Reserve-Infanterie-Regiment Nr. 252 deel van het "Brigade-Ersatz-Bataillon" van het Infanterie-regiment No.96. Zij vochten in Roemenië en in Rusland en werden pas in de lente van 1918 naar het Westelijk front overgebracht.
- De Reserve-Brigade-Ersatz-Bataillon Nr. 43 waarin soldaten uit Reuss dienden. Het was ontstaan uit het Reserve-Infanterie-Regiment Nr. 32.

Het oorlogskruis werd ongeveer 100 maal toegekend. Het is dus een vrij zeldzame onderscheiding en een kruis in goede staat brengt ongeveer 500 euro op.
Men droeg het kruis, uiteraard zonder lint, op de linkerborst. De achterzijde is vlak en draagt een gesp.
Bekende dragers
- Hendrik XXXVII Reuss (Jongere linie). Een U-boot commandant en later Luitenant-Generaal in Hitlers Luftwaffe
- Wilhelm von Altrock. Een Saksische officier en Ridder in de Militaire Orde van Sint-Hendrik. Hij bracht het tot Luitenant-Generaal in de Tweede Wereldoorlog.
- Werner von Erdmannsdorff. Een Saksische officier en Ridder in de Militaire Orde van Sint-Hendrik. Hij bracht het tot Luitenant-Generaal in de Tweede Wereldoorlog. Deze met het Duits Kruis in Goud en het Ridderkruis van het IJzeren Kruis onderscheiden officier werd in juni 1945 door Joegoslavische partizanen gefusilleerd.
- Gottfried von Erdmannsdorff. In de Eerste Wereldoorlog commandant van het IIIe Bataljon van het Landwehr-Infanterie-Regiment Nr. 71. Hij bracht het tot Generaal-Majoor in de Tweede Wereldoorlog. Deze met het Duits Kruis in Goud en in 1942 met het Ridderkruis van het IJzeren Kruis onderscheiden officier werd in 1946 door de Russen gefusilleerd.
- Gotthard Heinrici was een Pruisisch officier van de Generale Staf. Hij was als soldaat in het leger gekomen en eindigde in de Tweede Wereldoorlog als Generaal-Kolonel. In de Tweede Wereldoorlog verwierf deze "meesterstrateeg van de defensieve oorlogsvoering"[3] het Ridderkruis met zwaarden en Eikenloof van het IJzeren Kruis.
- Adolf Heusinger begon zijn militaire loopbaan in 1915 als adelborst. Hij verwierf het Kruis voor Oorlogsverdienste in juni 1917. Op 20 juni 1944 stond hij, nu generaal en chef-staf operaties van het leger, naast Adolf Hitler toen Claus Graf Schenck v. Stauffenberg zijn bom liet ontploffen. Na de oorlog organiseerde hij de nieuwe Bundeswehr en hij eindigde als Generaal-Inspecteur van de Bundeswehr en Voorzitter van het Militair Comité van de NAVO.
- Majoor Rudolf Krantz was ook Commandeur in de exclusieve Militaire Orde van Sint-Hendrik. In de Tweede Wereldoorlog was hij korte tijd Luitenant-Generaal.